# Trochosa mundamea
Trochosa mundamea là một loài nhện trong họ Lycosidae.
Loài này thuộc chi Trochosa. Trochosa mundamea được Carl Friedrich Roewer miêu tả năm 1960.